# جولق شائع
الجولق الشائع أو الجولق الأوروبيّ هو نوع من النباتات المزهرة من الفصيلة البقولية، موطنها الجزر البريطانية وأوروبا الغربية.